# فیلم در ۱۹۹۴
فیلم در ۱۹۹۴ فیلم‌های پخش شده و اتفاقات سینمایی در ۱۹۹۴ را شامل می‌شود.

## پرفروش‌ترین فیلم‌ها
ده فیلم پرفروش جهانی در ۱۹۹۴:
| رتبه | عنوان                       | پخش‌کننده                   | فروش جهانی   |
| ---- | --------------------------- | -------------------------- | ------------ |
| ۱    | شیرشاه                      | دیزنی                      | $۷۶۳٬۴۵۵٬۵۶۱ |
| ۲    | فارست گامپ                  | پارامونت                   | $677,945,399 |
| ۳    | دروغ‌های حقیقی               | فاکس قرن بیستم / یونیورسال | $378,882,411 |
| ۴    | ماسک                        | برادران وارنر              | $351,583,407 |
| ۵    | سرعت                        | فاکس قرن بیستم             | $350,448,145 |
| ۶    | عصر حجری‌ها                  | یونیورسال                  | $341,631,208 |
| ۷    | احمق و احمق‌تر               | برادران وارنر              | $247,275,374 |
| ۸    | چهار عروسی و یک تشییع جنازه | گرامرسی                    | $245,700,832 |
| ۹    | مصاحبه با خون‌آشام           | برادران وارنر              | $223,664,608 |
| ۱۰   | تهدید فوری و آشکار          | پارامونت                   | $215,887,717 |